# 高橋貞子 (作家)
高橋 貞子（たかはし さだこ、1926年〈大正15年〉8月27日 - 2017年〈平成29年〉5月または6月）は、日本の作家、民話収集家。岩手県下閉伊郡岩泉町岩泉乙茂出身。岩手県立盛岡高等女学校（現・岩手県立盛岡第二高等学校）卒業。岩手県庁地方課勤務。日本口承文藝学会・日本民話の会・岩泉民間伝承研究会 会員。

## 経歴
1926年8月27日、岩手県下閉伊郡岩泉町岩泉乙茂に生まれる。1944年3月、岩手県立盛岡高等女学校卒業。同年4月より岩手県庁地方課勤務。
幼少時に両親や祖父母から多くの昔話を聞いて育つ。母親として子宝に恵まれたことを機に、幼少時に聞いた昔話や、周囲の人々からの昔話の採集を始める。
岩手県庁勤務時代、郷土史家・平野直の薦めで昔話集『火っこをたんもうれ』（1977年）を出版。さらにIBC岩手放送のラジオ番組で昔話の語りを始めたことで、視聴者からさらに昔話が集まり始める。以来、長年にわたって岩泉町の民話の聞き書きを続けてきた。
民話の伝承と普及に努めた功績を評価され、1994年に岩手県教育委員会文化表彰、1995年に岩泉町町勢功労者表彰、1999年に文部大臣表彰 地域文化功労者、2006年に岩泉町合併50周年文化功労者表彰を受けている。代表的な著書には『岩泉の昔ばなし』、『座敷わらしを見た人びと』、歌集『絹滴』、句集『桐は実に』などがある。

## 著作
- 『火っこをたんもうれ―岩泉の昔ばなし』平野直 監修、熊谷印刷出版部、1977年3月、JP番号 20652421
- 『まわりまわりのめんどすこ―続・岩泉の昔ばなし』平野直 監修、熊谷印刷出版部、1978年12月、JP番号 91013675
- 「巫女の行びらき」『岩手民俗第四号』岩手民俗の会　1983年(昭和58年)10月
- 「岩泉の水―河童のはなし」『いわいずみふるさとノート 1986』岩泉民間伝承研究会 編、1986年7月、JP番号 95019890
- 『昔なむし―岩泉の昔ばなし』 熊谷印刷出版部、1991年10月 ISBN 978-4-87720065-7
- 『河童を見た人びと』岩田書院、1996年6月 ISBN 978-4-900697-54-6
  - 『河童を見た人びと』増補新版、岩田書院、2003年6月 ISBN 978-4-87294-287-3

1996年に刊行された旧版に34話を増補し、文字を大きくして刊行。
- 『白蕪っ子 : 岩泉の昔ばなし』熊谷印刷出版部、2001年4月、JP番号 20217011
- 『絹滴 : 歌集』2001年7月、JP番号 20176535
- 『桐は実に : 句集』鷹俳句叢書：第188篇、2001年12月、JP番号 20232029
- 『座敷わらしを見た人びと』 岩田書院、2003年6月 ISBN 978-4-87294-281-1
- 『人類誕生 : 詩集』白ゆり印刷、2004年5月、JP番号 20589475
- 『安家紫根染―もうひとつの紫根染の記録』	岩泉ものがたり聞き書きノート其の1、熊谷印刷出版部、2007年1月、JP番号 21177775
- 『山神を見た人びと―岩手岩泉物語』石井正己 監修、岩田書院、2009年3月 ISBN 978-4-87294-548-5

### 共著
- 高橋貞子・水木しげる・荒俣宏・多田克己・湯本豪一・村上健司・東雲騎人・野口さとこ・寺田克也・中川翔子他『DISCOVER妖怪 日本妖怪大百科 VOL.05 座敷わらしと座敷の妖怪』講談社コミッククリエイト編、講談社〈KODANSHA Officisil File Magazine〉2008年1月25日 ISBN 978-4-06-370035-0

高橋貞子 担当部分「座敷わらしの住む家」（特集メイン記事）

## 評価
- 岩手日報 2003年11月8日に『座敷わらしを見た人びと』の書評が掲載された[10]。

半世紀をかけて集められた50件以上の聞き取り調査の話に対し、國學院大學の野村純一教授より「学術的にも看過し難い 新資料の提示」と注目・評価された。
- 口承文芸研究27号（2004年3月発刊）に『座敷わらしを見た人びと』の記事が掲載された[11]。

岩泉地方で五十戸を越える旧家の座敷わらしの証言集として、説明も多岐に渡り「資料的価値のある書」と評価した。